# Spielvereinigung Greuther Fürth 2018-2019
Questa voce raccoglie le informazioni riguardanti il Spielvereinigung Greuther Fürth  nelle competizioni ufficiali della stagione calcistica 2018-2019.

## Stagione
Nella stagione 2018-2019 il Greuther Fürth, allenato da Stefan Leitl, concluse il campionato di 2. Bundesliga al 13º posto. In coppa di Germania il Greuther Fürth fu eliminato al primo turno dal Borussia Dortmund.

## Rosa
| N. |                     | Ruolo | Calciatore        |
| -- | ------------------- | ----- | ----------------- |
| 30 | Germania (bandiera) | P     | Sascha Burchert   |
| 1  | Germania (bandiera) | P     | Marius Funk       |
| 25 | Germania (bandiera) | P     | Leon Schaffran    |
| 38 | Germania (bandiera) | D     | Maximilian Bauer  |
| 4  | Austria (bandiera)  | D     | Lukas Gugganig    |
| 23 | Germania (bandiera) | D     | Paul Jaeckel      |
| 5  | Svezia (bandiera)   | D     | Richard Magyar    |
| 22 | Croazia (bandiera)  | D     | Mario Maloča      |
| 29 | Germania (bandiera) | D     | Tobias Mohr       |
| 24 | Germania (bandiera) | D     | Maximilian Sauer  |
| 3  | Germania (bandiera) | D     | Maximilian Wittek |
| 8  | Germania (bandiera) | C     | Elias Abouchabaka |
| 13 | Germania (bandiera) | C     | Marco Caligiuri   |

| N. |                        | Ruolo | Calciatore           |
| -- | ---------------------- | ----- | -------------------- |
| 15 | Germania (bandiera)    | C     | Sebastian Ernst      |
| 6  | Giappone (bandiera)    | C     | Yōsuke Ideguchi      |
| 18 | Germania (bandiera)    | C     | Benedikt Kirsch      |
| 11 | Germania (bandiera)    | C     | David Raum           |
| 27 | Germania (bandiera)    | C     | Kenny Prince Redondo |
| 14 | Ghana (bandiera)       | C     | Hans Nunoo Sarpei    |
| 33 | Germania (bandiera)    | C     | Paul Seguin          |
| 37 | Stati Uniti (bandiera) | A     | Julian Green         |
| 10 | Germania (bandiera)    | A     | Daniel Keita-Ruel    |
| 21 | Slovenia (bandiera)    | A     | Nik Omladič          |
| 9  | Germania (bandiera)    | A     | Shawn Parker         |
| 17 | Germania (bandiera)    | A     | Fabian Reese         |
| 31 | Germania (bandiera)    | A     | Daniel Steininger    |

## Organigramma societario
Area tecnica
- Allenatore: Stefan Leitl
- Allenatore in seconda: Andre Mijatović, Petr Ruman
- Preparatore dei portieri: Christian Fiedler
- Preparatori atletici: Michael Schleinkofer

## Risultati

### 2. Bundesliga

#### Girone di andata
| Arbitro: | Stieler |

|                                           |           |               |
| Keita-Ruel 78’, 81’ (rig.) Steininger 89’ | Marcatori | 55’ Klingmann |

| Arbitro: | Schmidt |

|            |           |              |
| Röcher 71’ | Marcatori | 56’ Gugganig |

| Arbitro: | Reichel |

|                         |           |                        |
| Mohr 55’ Keita-Ruel 84’ | Marcatori | 89’ Klement 90’ Boeder |

| Arbitro: | Heft |

|  |           |         |
|  | Marcatori | 2’ Mohr |

| Arbitro: | Koslowski |

|                                            |           |           |
| Keita-Ruel 52’, 83’ Ideguchi 60’ Green 90’ | Marcatori | 88’ Girth |

| Arbitro: | Welz |

|                  |           |  |
| Glatzel 66’, 90’ | Marcatori |  |

| Fürth (Baviera) 27 settembre 2018, ore 20:30 CEST 7ª giornata | Greuther Fürth | 0 – 0 referto | Amburgo | Sportpark Ronhof Thomas Sommer (14 965 spett.)\| Arbitro: \| Stegemann \| |
| Arbitro:                                                      | Stegemann      |               |         |                                                                           |

| Arbitro: | Ittrich |

|  |           |                |
|  | Marcatori | 85’ Keita-Ruel |

| Arbitro: | Thomsen |

|            |           |              |
| Atanga 49’ | Marcatori | 75’ Grüttner |

| Arbitro: | Pfeifer |

|                           |           |                         |
| Edmundsson 31’ Salger 35’ | Marcatori | 51’ Reese 54’, 82’ Mohr |

| Arbitro: | Rohde |

|                      |           |  |
| Kempe 23’ Dursun 75’ | Marcatori |  |

| Arbitro: | Alt |

|                             |           |                           |
| Gugganig 56’ Keita-Ruel 90’ | Marcatori | 37’ Tesche 45’ Hinterseer |

| Arbitro: | Schlager |

|                              |           |  |
| Mees 5’, 10’ Polter 29’, 56’ | Marcatori |  |

| Arbitro: | Schmidt |

|                                      |           |                        |
| Keita-Ruel 30’ Parker 88’ Magyar 90’ | Marcatori | 40’ Beck 49’ Lohkemper |

| Arbitro: | Storks |

|                                                 |           |  |
| Drexler 17’ Terodde 52’ (rig.), 78’ Córdoba 60’ | Marcatori |  |

| Arbitro: | Petersen |

|  |           |                                                                |
|  | Marcatori | 28’ Krüger 47’ Testroet 69’ Hochscheidt 85’ Iyoha 88’ Herrmann |

| Arbitro: | Zwayer |

|                           |           |  |
| Carstens 21’ Miyaichi 69’ | Marcatori |  |

#### Girone di ritorno
| Sandhausen 21 dicembre 2018, ore 18:30 CET 18ª giornata | Sandhausen | 0 – 0 referto | Greuther Fürth | Hardtwaldstadion (4 478 spett.)\| Arbitro: \| Willenborg \| |
| Arbitro:                                                | Willenborg |               |                |                                                             |

| Arbitro: | Müller |

|  |           |                    |
|  | Marcatori | 73’ (rig.) Lezcano |

| Arbitro: | Sather |

|                                                                      |           |  |
| Klement 11’ (rig.) Tekpetey 19’ Michel 28’, 78’ Gueye 65’ Pröger 69’ | Marcatori |  |

| Arbitro: | Osmers |

|                |           |  |
| Keita-Ruel 86’ | Marcatori |  |

| Arbitro: | Schlager |

|                      |           |                                |
| Karazor 76’ Wahl 90’ | Marcatori | 50’ (rig.) Green 84’ Caligiuri |

| Fürth (Baviera) 22 febbraio 2019, ore 18:30 CET 23ª giornata | Greuther Fürth | 0 – 0 referto | Heidenheim | Sportpark Ronhof Thomas Sommer (7 870 spett.)\| Arbitro: \| Schröder \| |
| Arbitro:                                                     | Schröder       |               |            |                                                                         |

| Arbitro: | Dingert |

|          |           |  |
| Hunt 85’ | Marcatori |  |

| Arbitro: | Stieler |

|  |           |                        |
|  | Marcatori | 71’ Caligiuri 90’ Raum |

| Arbitro: | Sather |

|                          |           |               |
| Green 10’ Keita-Ruel 23’ | Marcatori | 47’, 65’ Klos |

| Fürth (Baviera) 4 aprile 2019, ore 19:00 CEST 25ª giornata | Greuther Fürth | 0 – 0 referto | Dinamo Dresda | Sportpark Ronhof Thomas Sommer (12 590 spett.)\| Arbitro: \| Aarnink \| |
| Arbitro:                                                   | Aarnink        |               |               |                                                                         |

| Arbitro: | Rohde |

|                             |           |            |
| Seguin 64’ (rig.) Reese 82’ | Marcatori | 90’ Wittek |

| Arbitro: | Pfeifer |

|                          |           |                     |
| Hinterseer 13’, 53’, 90’ | Marcatori | 6’ Ernst 36’ Seguin |

| Arbitro: | Thomsen |

|               |           |          |
| Caligiuri 67’ | Marcatori | 35’ Mees |

| Arbitro: | Koslowski |

|                        |           |                |
| Beck 16’ Lohkemper 45’ | Marcatori | 11’ Steininger |

| Arbitro: | Winkmann |

|  |           |                                            |
|  | Marcatori | 8’, 41’, 65’ Córdoba 20’ (aut.) Steininger |

| Arbitro: | Heft |

|                 |           |           |
| Hochscheidt 20’ | Marcatori | 16’ Green |

| Arbitro: | Kampka |

|                      |           |                 |
| Reese 51’ Magyar 90’ | Marcatori | 53’ Diamantakos |

### Coppa di Germania
| Arbitro: | Gräfe |

|           |           |                      |
| Ernst 77’ | Marcatori | 90’ Witsel 120’ Reus |

## Statistiche

### Statistiche di squadra
| Competizione      | Punti | In casa | In casa | In casa | In casa | In casa | In casa | In trasferta | In trasferta | In trasferta | In trasferta | In trasferta | In trasferta | Totale | Totale | Totale | Totale | Totale | Totale | DR  |
| Competizione      | Punti | G       | V       | N       | P       | Gf      | Gs      | G            | V            | N            | P            | Gf           | Gs           | G      | V      | N      | P      | Gf     | Gs     | DR  |
| ----------------- | ----- | ------- | ------- | ------- | ------- | ------- | ------- | ------------ | ------------ | ------------ | ------------ | ------------ | ------------ | ------ | ------ | ------ | ------ | ------ | ------ | --- |
| 2. Bundesliga     | 42    | 17      | 6       | 8       | 3       | 23      | 24      | 17           | 4            | 4            | 9            | 14           | 32           | 34     | 10     | 12     | 12     | 37     | 56     | -19 |
| Coppa di Germania | -     | 1       | 0       | 0       | 1       | 1       | 2       | 0            | 0            | 0            | 0            | 0            | 0            | 1      | 0      | 0      | 1      | 1      | 2      | -1  |
| Totale            | -     | 18      | 6       | 8       | 4       | 24      | 26      | 17           | 4            | 4            | 9            | 14           | 32           | 35     | 10     | 12     | 13     | 38     | 58     | -20 |

### Andamento in campionato
| Giornata  | 1 | 2 | 3 | 4 | 5 | 6 | 7 | 8 | 9 | 10 | 11 | 12 | 13 | 14 | 15 | 16 | 17 | 18 | 19 | 20 | 21 | 22 | 23 | 24 | 25 | 26 | 27 | 28 | 29 | 30 | 31 | 32 | 33 | 34 |
| --------- | - | - | - | - | - | - | - | - | - | -- | -- | -- | -- | -- | -- | -- | -- | -- | -- | -- | -- | -- | -- | -- | -- | -- | -- | -- | -- | -- | -- | -- | -- | -- |
| Luogo     | C | T | C | T | C | T | C | T | C | T  | T  | C  | T  | C  | T  | C  | T  | T  | C  | T  | C  | T  | C  | T  | T  | C  | C  | C  | T  | C  | T  | C  | T  | C  |
| Risultato | V | N | N | V | V | P | N | V | N | V  | P  | N  | P  | V  | P  | P  | P  | N  | P  | P  | V  | N  | N  | P  | V  | N  | N  | V  | P  | N  | P  | P  | N  | V  |
| Posizione | 2 | 3 | 8 | 6 | 2 | 4 | 4 | 3 | 4 | 2  | 4  | 5  | 8  | 6  | 8  | 8  | 10 | 11 | 11 | 12 | 11 | 10 | 10 | 12 | 12 | 11 | 11 | 10 | 11 | 11 | 12 | 14 | 14 | 13 |

Legenda:

Luogo: C = Casa; T = Trasferta. Risultato: V = Vittoria; N = Pareggio; P = Sconfitta.

### Statistiche dei giocatori
| Giocatore      | 2. Bundesliga | 2. Bundesliga | 2. Bundesliga | 2. Bundesliga | Coppa di Germania | Coppa di Germania | Coppa di Germania | Coppa di Germania | Totale   | Totale | Totale      | Totale     |
| Giocatore      | Presenze      | Reti          | Ammonizioni   | Espulsioni    | Presenze          | Reti              | Ammonizioni       | Espulsioni        | Presenze | Reti   | Ammonizioni | Espulsioni |
| -------------- | ------------- | ------------- | ------------- | ------------- | ----------------- | ----------------- | ----------------- | ----------------- | -------- | ------ | ----------- | ---------- |
| S. Burchert    | 33            | 0             | 2             | 0             | 1                 | 0                 | 0                 | 0                 | 34       | 0      | 2           | 0          |
| M. Funk        | 1             | 0             | 0             | 0             | -                 | -                 | -                 | -                 | 1        | 0      | 0           | 0          |
| L. Schaffran   | -             | -             | -             | -             | -                 | -                 | -                 | -                 | -        | -      | -           | -          |
| M. Bauer       | 7             | 0             | 1             | 1             | 1                 | 0                 | 0                 | 0                 | 8        | 0      | 1           | 1          |
| L. Gugganig    | 20            | 2             | 8             | 0             | 1                 | 0                 | 0                 | 0                 | 21       | 2      | 8           | 0          |
| P. Jaeckel     | 22            | 0             | 5             | 0             | -                 | -                 | -                 | -                 | 22       | 0      | 5           | 0          |
| R. Magyar      | 28            | 2             | 5             | 0             | 1                 | 0                 | 0                 | 0                 | 29       | 2      | 5           | 0          |
| M. Maloča      | 24            | 0             | 6             | 1             | 1                 | 0                 | 1                 | 0                 | 25       | 0      | 7           | 1          |
| T. Mohr        | 19            | 4             | 3             | 0             | 1                 | 0                 | 0                 | 0                 | 20       | 4      | 3           | 0          |
| M. Sauer       | 31            | 0             | 8             | 0             | -                 | -                 | -                 | -                 | 31       | 0      | 8           | 0          |
| M. Wittek      | 23            | 0             | 8             | 0             | 1                 | 0                 | 0                 | 0                 | 24       | 0      | 8           | 0          |
| E. Abouchabaka | 2             | 0             | 0             | 0             | 1                 | 0                 | 1                 | 0                 | 3        | 0      | 1           | 0          |
| M. Caligiuri   | 25            | 3             | 3             | 0             | -                 | -                 | -                 | -                 | 25       | 3      | 3           | 0          |
| S. Ernst       | 31            | 1             | 4             | 0             | 1                 | 1                 | 1                 | 0                 | 32       | 2      | 5           | 0          |
| Y. Ideguchi    | 7             | 1             | 1             | 0             | -                 | -                 | -                 | -                 | 7        | 1      | 1           | 0          |
| B. Kirsch      | -             | -             | -             | -             | -                 | -                 | -                 | -                 | -        | -      | -           | -          |
| D. Raum        | 16            | 1             | 2             | 0             | -                 | -                 | -                 | -                 | 16       | 1      | 2           | 0          |
| K. Redondo     | 16            | 0             | 2             | 0             | -                 | -                 | -                 | -                 | 16       | 0      | 2           | 0          |
| H. Sarpei      | 2             | 0             | 1             | 0             | -                 | -                 | -                 | -                 | 2        | 0      | 1           | 0          |
| P. Seguin      | 12            | 2             | 0             | 1             | -                 | -                 | -                 | -                 | 12       | 2      | 0           | 1          |
| J. Green       | 29            | 4             | 4             | 1             | 1                 | 0                 | 0                 | 0                 | 30       | 4      | 4           | 1          |
| D. Keita-Ruel  | 30            | 10            | 5             | 1             | 1                 | 0                 | 0                 | 0                 | 31       | 10     | 5           | 1          |
| N. Omladič     | 9             | 0             | 0             | 0             | 1                 | 0                 | 0                 | 0                 | 10       | 0      | 0           | 0          |
| S. Parker      | 5             | 1             | 0             | 0             | -                 | -                 | -                 | -                 | 5        | 1      | 0           | 0          |
| F. Reese       | 29            | 3             | 5             | 0             | 1                 | 0                 | 0                 | 0                 | 30       | 3      | 5           | 0          |
| D. Steininger  | 15            | 2             | 2             | 0             | -                 | -                 | -                 | -                 | 15       | 2      | 2           | 0          |
| D. Atanga      | 31            | 1             | 2             | 0             | 1                 | 0                 | 0                 | 0                 | 32       | 1      | 2           | 0          |
| R. Hilbert     | 3             | 0             | 0             | 0             | 1                 | 0                 | 0                 | 0                 | 4        | 0      | 0           | 0          |